# Casa Rodríguez Arias
La Casa Rodríguez Arias és un edifici racionalista situat a la Via Augusta 61 de Barcelona, catalogat com a bé cultural d'interès local.

## Història
Va ser projectat el 1931 com a estudi i residència per l'arquitecte Germà Rodríguez i Arias (Barcelona, 1902-1987), soci fundador del GATCPAC,  en el solar que la família posseïa a la via Augusta. També dissenyador i interiorista, va projectar els elements interiors seguint els conceptes d'economia, eficàcia, funció i bellesa, encunyats per Le Corbusier.
És una obra fonamental dins la plenitud del racionalisme arquitectònic i presenta una gran semblança amb l'edifici Astòria al carrer de París, 193-199, també obra seva. En el seu habitatge (4t 1a) s'han conservat molts dels elements originals. En origen, a la planta baixa hi havia el vestíbul i el garatge, però posteriorment una part va ser ocupada per la botiga de mobles Manbar. L'ascensor original era de vidre pels quatre costats, totalment transparent i molt innovador a l'època.
El 1987 s'hi va realitzar una rehabilitació a càrrec de l'Ajuntament de Barcelona, que va pagar-ne el cost a canvi de la donació de dos mòbils d'Alexander Calder, gran amic de l'arquitecte i que s'hi va estar en diverses ocasions, per la família d'aquest. Però la intervenció es va centrar únicament en repintar la façana amb un color suau, ja que el revestiment es trobava molt malmès. Només uns anys després, va tornar a estar malmesa, fet que va propiciar la darrera restauració (2010), que en va modificar totalment la fesomia amb un contraplacat de pedra a la planta baixa i pintant en rosa fosc (quan l'original era més clar) a la resta de plantes, llevat de l'àtic i sobreàtic.

## Descripció
Consta de planta baixa i set pisos. La planta baixa s'obre al carrer a través de grans finestrals rectangulars que donen acollida als aparadors de l'espai comercial, recentment reformat.
Els cinc pisos tenen dos habitatges per planta, clarament diferenciats a la façana. Cadascn d'ells consta d'un balcó central de vidre i dues finestres rectangulars que el flanquejen. Cal remarcar la diferència d'amplada al voladís del balcons (uns són més quadrangulars i altres més rectangulars) que donen a la façana una certa asimetria present en altres obres del GATCPAC.
Una de les característiques més remarcables de la façana és precisament la relació que l'arquitecte estableix entre el mur i les seves obertures, amb finestres sense motllures i sense cap decoració. Aquesta sobrietat del mur es veu únicament trencada pel cos superior, amb dos nivells de galeries. Aquestes. molt habituals l'arquitectura del GATCPAC (com per exemple a la Casa Bloc) s'entenien com una connexió amb la naturalesa i es presenten com un àmbit obert amb barana metàl·lica. Destaca el mur d'aquestes galeries, tot configurant en angles -a manera de serra- i als que s'obren petites finestres.
Per a la seva construcció s'han emprat elements metál·lics i maó, tot configurant una estructura és mixta que a la façana de la Via Augusta queda coberta amb un revestiment d'estuc rosat i pla, recentment restaurat pel mal estat de conservació que presentava.
Les portes i finestres s'han estandarditzat segon els models i mides del GATCPAC. A la façana del carrer, les fusteries són metàl·liques, mentre que a la façana que dona al pati d'illa) son correderes horitzontals de fusta.
Al vestíbul es troba l'escala de veïns i l'ascensor que donen accés als pisos superiors, fins a la terrassa, on hi ha els trasters.
La façana millor orientada és l'oberta al pati d'illa, fet que va condicionar el projecte arquitectònic. Per aquest motiu, la sala d'estar i el menjador es disposa en aquesta banda de l'edifici, fàcilment convertibles en un espai únic a través de mampares plegables i amb grans finestrals horitzontals que permetin ventilar i il·luminar l'espai. Pel contrari, disposa els dormitoris a la banda del carrer.